# 小銃
小銃（しょうじゅう）は、銃の分類の一つ。兵士が個人用に使うための軍用銃として軍隊では最も一般的な小火器で、カービン・狙撃銃・自動小銃などの総称である。ライフル（英：Rifle）あるいはライフル銃とも呼ばれる。

## 概要
小銃とは、兵士が両手で保持し照準して発射する火器を言う。近代から現代にかけて、主に歩兵一個人が携行する最も基本的な武器（歩兵銃）として使用され、近距離から遠距離まで広い範囲の射撃をこなせる万能性を持つ。
ライフル弾はライフリングによって旋転が与えられて発射され、ジャイロ効果によって弾道上を精確に飛翔するため、命中精度が高い。発射されたライフル弾は拳銃弾よりも遥かに高速で飛翔するため、命中時の貫通力が非常に強い。
1人で持ち運べることや、射撃の自由度が高いことが求められるため、重量や反動が過大で立射ができない銃は小銃とは呼びがたく、この点から火力支援用の機関銃や、対物ライフル（対戦車ライフル）などは小銃に含まれない。ただし、初期の小銃には軽量化が不十分で支え棒（一脚）を用いるものが存在した。
小銃の前身は、16世紀頃まで存在していたハンド・カノン（Hand cannon）やハンド・ガン（Hand gun）と呼ばれる小型の大砲である。15世紀頃からは小型化が進められ、現在小銃と呼ばれる銃器に近い形状のものが現れ始めていた。この中で大砲と小銃という区別が生まれ始め、火縄式発火装置（マッチロック）の発明がこれを決定づけた。固定式照門を備えた火縄銃は照準および発砲が非常に容易く行える為、これによって小銃は個人用の携帯火器として大砲と明確に区別されるようになったのである。
最も初期の小銃としては、スペインで開発されたアルクビュス銃がある。これを装備したスペイン銃兵やドイツ傭兵は、剣類を主に配備された他国軍を各地で打ち破った。16世紀には火縄式の火種に関する欠点の克服を試みた歯輪式発火装置（ホイールロック）が開発されたが、火縄式よりも高価であり、また構造の複雑性故信頼性も低かった。そのため、歯輪式の採用は狩猟用や騎兵用といった限定的な範囲に留まった。
16世紀を通じて小銃は普及・発展し、旧来の重装騎馬戦術を完全に無価値なものとした。一方で当時の小銃は再装填に時間がかかり、装填時の隙を突いて行われる騎兵や槍兵の攻撃に銃兵隊は対処できなかった。その為、各国の軍全体に占める銃兵の割合は徐々に増加してはいたものの、16世紀末の時点でも全体の半分には達しない程度だったという。
1640年頃には銃剣（バヨネット）が発明された。これによって従来装填の合間を狙って行われていた騎兵の突撃にも対処しうるようになり、小銃兵の戦術的価値は大いに高められた。後に近接戦闘能力の高いアサルトライフルが普及し、かつてほど重要なものとはみなされなくなった。しかしいまだ着剣装置は小銃に必須のものと見做されていることがほとんどである。
ライフルと呼ばれる小銃が登場した頃は、前装式（マズルローダー）かつ火縄式（マッチロック）の銃が主流であった。その後、着火方式は燧発式（フリントロック）、管打式（パーカッションロック）へと発展した。19世紀後半には弾丸と発射薬、雷管を一体化させた実包（カートリッジ）が発明され、これを用いた後装式（ブリーチローダー）の小銃が普及し、さらなる連発式小銃の研究も進められた。実包自体の研究も盛んに行われ、従来の黒色火薬よりも高いガス圧を安定して得られる無煙火薬の登場により、弾丸を小口径化・軽量化しても十分な威力が得られるようになった。実包の小型化は連発式小銃の開発をさらに推し進め、やがて次弾の装填を自動で行う自動小銃へと繋がっていった。

## 定義

### ライフルの定義
ブリタニカ百科事典では、ライフルを次のように定義している。
ライフルとは、ライフリングを施された銃身を有する火器である（すなわち、銃身内側に発射体に回転を与える浅い螺旋状の溝を有し、これによって飛翔中に安定させる）。滑腔銃身と比較して、ライフリングを施された銃身は、発射体に高い精度を与える。ライフルという名称は、ほとんどの場合肩撃ち式の火器を指し、場合によっては複数人で運用されるライフル砲や無反動砲（リコイルレス・ライフル）にも使われる。野砲、拳銃、機関銃もライフリングを施された銃身を有するが、これらは通常ライフルとは呼ばれない。
つまり銃身に施条（ライフリング）を有する火器全般がライフルであるが、単にライフルという場合、普通は小銃を指す。全米ライフル協会（NRA）の立法行動研究所（NRA-ILA）では、「ライフリングを施された肩撃ちの銃」（A shoulder gun with rifled bore.）という定義を紹介している。
ライフリングはさまざまな銃砲に刻まれているため、本来「ライフル」という語は小銃のみを指すものではなかった。小銃一般を指して「ライフル」と表現することもあるが、これはアメリカ独立戦争の際、当時珍しかったライフルドマスケット（英：Rifled musket, ライフリングが施されたマスケット銃）を装備したミニットマンが、従来の（滑腔銃身の）マスケットを装備したイギリス軍を狙撃して悩ませた故事に基づく。それ以来、「ライフル」という言葉は小銃という意味合いを含むようになり、施条自体は「ライフリング」と表現されるようになったという。前述の全米ライフル協会は銃一般を取り扱う団体であり、ライフリングを備えた銃や小銃に限定した団体ではない。

### 小銃の定義
日本語における小銃とは、ライフリングを有するライフル銃に加えて、ライフリングを有さない火縄銃やマスケット銃などを含む言葉である。
日本では江戸時代の終わり頃まで、銃砲（GUN）のうち、大きいもの（砲）を「大銃」とよび、小さいもの（銃）を「小銃」と呼んでいた。明治時代に入ると大きいものを「砲」と表現するようになったため、「大銃」という表現は次第に使われなくなり、歩兵が用いる個人用銃を指す「小銃」という言葉のみ残ったのである。当時の銃砲はライフリングが無いわけであるから、小銃という言葉は本来ライフリング（腔綫もしくは施条）のあるなしを区別しないのである（#銃身）。福沢諭吉は、ライフルの音を借りて「雷銃」と訳した。福沢が著した雷銃操法には「筋入りの小銃なり」「今仮に雷銃と訳す」と説明されている。
防衛省では、Rifleの英単語に対応する語として「小銃」を当て、「個人携行の基本となる肩撃ち銃。使用目的によって，歩兵銃，騎銃，突撃銃，そ（狙）撃銃などがある。」と定義している。

### 日本での法律上の規定
日本の法律上、小銃とは軍用銃のみを指し、同一の火器であっても民間で所有されるものは猟銃として区別される。また、銃砲刀剣類所持等取締法（銃刀法）における猟銃とは「ライフル銃」および「ライフル銃以外の猟銃」の2分類から成り、「ライフル銃以外の猟銃」はさらに「散弾銃」と「ライフル銃及び散弾銃以外の猟銃」に分かれる。空気銃は猟銃に含まれない別分類とされている。
1973年（昭和48年）、アメリカで発生した黒人解放軍（BLA）による警官襲撃事件で豊和工業製AR-180半自動小銃が用いられたことが明らかとなり、同年の国会において取り上げられた。この際、公明党の小川新一郎議員は、日本における小銃と猟銃の区別について質問した。通商産業省重工業局次長が解答したところによれば、ライフル銃のうち、半自動あるいは手動式のものは猟銃の範疇に入り、全自動式のもの、あるいは着剣装置が付いているものは小銃に含まれるという。
狩猟用ライフル（所持目的が狩猟用であるライフル銃）を所持する場合は猟銃（法的な区分による猟銃であり狩猟目的とは限らない散弾銃や競技用ライフル銃）を10年以上継続して所持しているという実績が必要である。また、狩猟用ライフルは狩猟法の規定により口径が5.9ミリ以下の物は認められない。
競技用ライフルの場合は日本体育協会の推薦が必要となり、射撃大会などの成績により認定される段級位に応じて、エアライフル、小口径ライフル（口径5.6ミリ）、大口径ライフル（口径8ミリ以下に限られ、口径5.6ミリであってもセンターファイヤーの物は大口径として扱われる）が所持できる。この場合必ずエアライフルからはじめなければならず（バイアスロンおよび近代五種用のライフル銃はビームライフルからでも可である）、小口径を経て大口径ライフルへと段位を積み重ねる必要がある。また、推薦要件は手動単発式ライフルのみであるため、小口径・大口径の競技銃はボルトアクションに限られ、狩猟用のような半自動式ライフルは競技用として所持できない（ライフル協会などの推薦が出ないため）。また、狩猟用、競技用共構造として5発を超える装弾が装填できる弾倉を持つ物は許可されず（薬室内1発+弾倉内5発の物は可）、ピストルグリップも許可されない。

## 構造

### 銃身

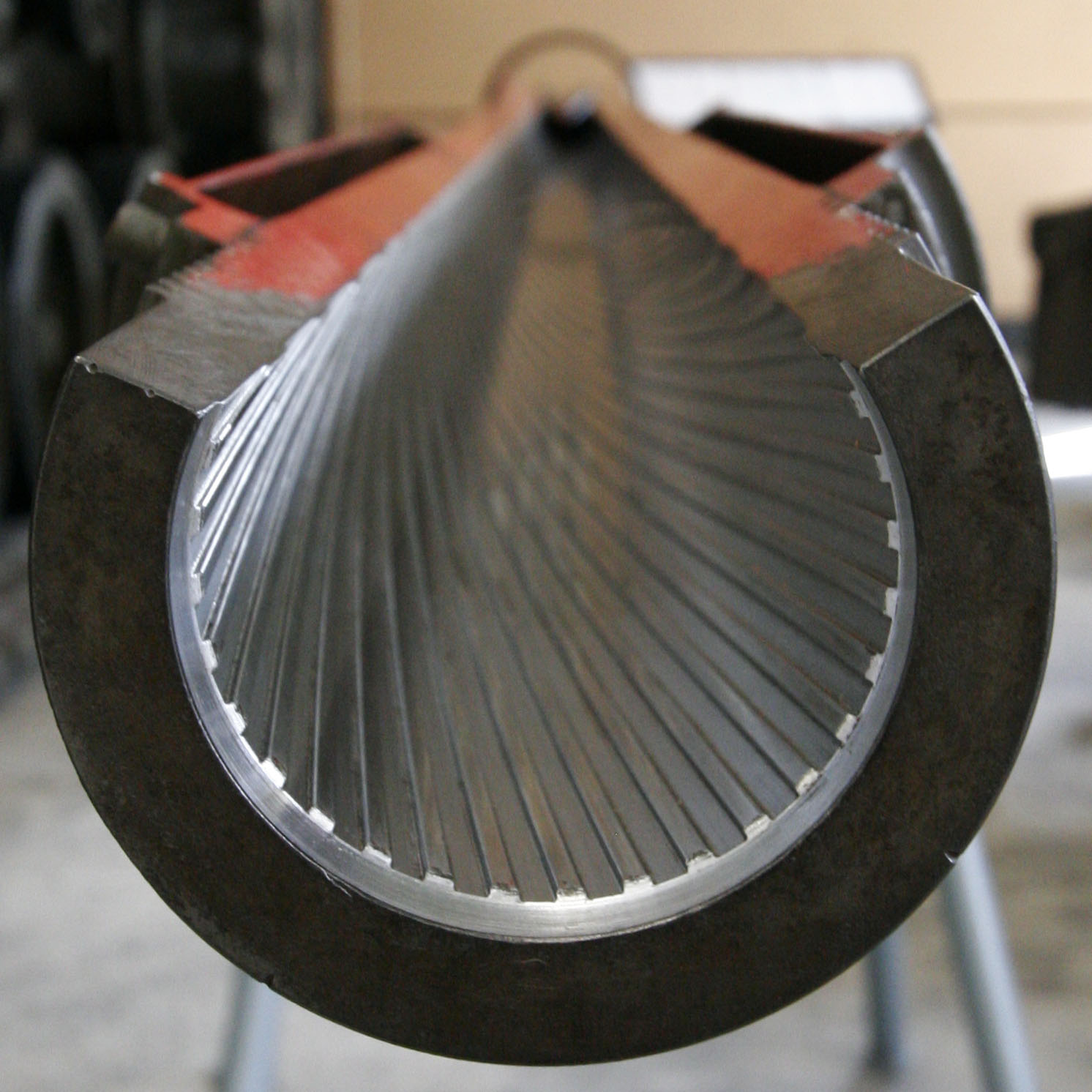
ライフリングの構造。写真は火砲（戦車砲）の断面

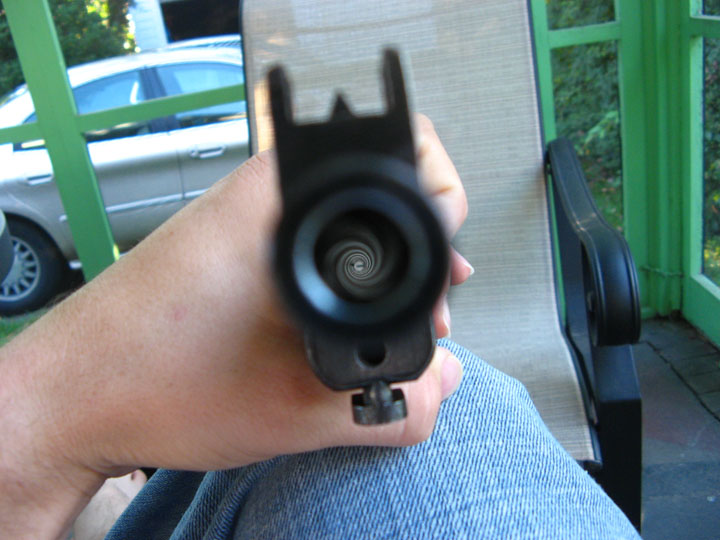
九九式短小銃の腔線。下部の逆T字部分が着剣装置

現在の小銃はほとんどがライフリング（施条、腔線）を有し、ここから転じたライフルという語は小銃とほぼ同義となっている。また、ライフリングという語自体は古フランス語のRiflerに由来し、元々は「削る」などの意味を持っていた。施条銃身から撃ち出される弾丸は、ライフリングに浅く食い込みながら進む事で回転運動を与えられ、ジャイロ効果により滑腔銃身よりはるかに高い直進性・低伸性を得るため、精密な射撃（狙撃）が可能となる。
ライフリング自体は15世紀中頃に開発されていたものの、いくつかの技術的問題からほとんど普及していなかった。実用的なライフル銃（施条銃）は1740年代にイギリス人科学者ベンジャミン・ロビンスによって理論的に発明され、その後のアメリカ独立戦争（1775年 - 1783年）、ナポレオン戦争（1803年 – 1815年）を通じて実際に運用された。
19世紀に入ると、イギリスで前装式ライフル銃としてベイカー銃やブランズウィック銃が開発されている。この頃までにライフリングの利点は広く認識されていたものの、本格的な普及には至らなかった。前装式小銃にライフリングを施した場合、銃口から弾丸を装填することが非常に困難となったためである。
やがて、一回り小さい弾丸を装填後に押しつぶしライフリングに食い込ませる膨張式弾薬が開発され、これを更に発展させた長形弾丸（ミニエー弾）を用いるミニエー銃の開発（1849年）によって施条銃身を有するマスケット（ライフルド・マスケット）の普及が始まったのである。
なお、近代以降の日本における「小銃」とは、本来は上述のライフリングの有無や前装式・後装式の区分に関わらず、比較的長銃身で個人が携行する、標準で銃床付きの銃器の総称であり、欧米における狭義の「ライフル」とは厳密には意味が異なる。

### 着剣機構
軍用小銃には原則として銃剣を取り付けるための着剣装置が設けられている。着剣装置がない銃ではソケットタイプの銃剣を銃口にかぶせることで着剣できるようになっているものが多く、全長が短いブルパップ小銃によくみられる（通常の着剣装置より銃剣を含めた長さを長くできるため）。
小銃が普及し始めた頃、射撃後の再装填には非常に時間がかかったため、その合間を狙って騎兵による突撃を受けて追い散らされることが多く、これに抗するには槍で槍衾を作る必要があった。1640年頃には銃剣が発明されたことで小銃は槍としての役割を兼ねることとなり、かつて銃兵の天敵であった騎兵にも対処することが可能となった。またかつての小銃は発射速度や命中精度が低く、小銃の撃ち合いだけでは決着がつかず、隊伍が乱れたところで銃剣突撃を行うのが通例であった。現代の小銃は近接射撃能力の高いアサルトライフルが主流であり、かつてほど銃剣は重要なものではなくなった。
大戦中のドイツは生産簡略化のために自動小銃から銃剣を廃し、戦後も威圧的な印象を与える銃剣を用いなかった。しかし現在のドイツの小銃にも着剣装置は備えられている。またアメリカ陸軍においてはルイス・ミレット大尉によって1951年に実施されたものが最後の大規模な銃剣突撃とされており、2010年には基礎戦闘教練（Basic Combat Training）から銃剣刺突の項目が廃止された。しかし銃剣そのものが廃止されたわけではなく、近接戦闘訓練の一環として残っている。

### 閉鎖機構
初期の小銃は、銃口もしくは銃身の途中から弾丸と発射薬を詰めて使用される前装式が主なものだったが、遮蔽物に隠れたり伏せたままで再装填を行うことが難しいなどの問題があった。1830年代には近代的な後装式小銃の開発が進められ、1836年にはフランス人カシミール・ルフォーショウが初めて実用的な製品を開発した。また、同年にはプロイセンのヨハン・ニコラウス・フォン・ドライゼが最初の実用的なボルトアクション式であるドライゼ銃を発表している。後装式小銃は前装式小銃に比べてあらゆる点で優位を認められつつ、一方で当初は閉鎖機構や新型実包（各種薬莢で弾丸・発射薬・着火薬を一体化させたもの）の信頼性に問題があったため、すぐには普及しなかった。1850年代に入ると、技術発展に従い機械部品の精密加工が可能となり、十分に信頼しうる後装式小銃の製造が始まった。1860年代までに前装式小銃はほとんど使用されなくなった。
現代の小銃に使用されているのは、各種薬莢で弾丸・発射薬・着火薬を一体化させた実包を用いる後装式であり、薬莢を銃身後端（薬室）部に差し込んで発火させた際に、発射時の圧力で薬莢が飛び出さないよう遊底で閉鎖するためのボルトアクション式をはじめとする各種の方式が考案された。

### 給弾・装填機構
単発銃の装填時間の長さと、それに起因する時間あたりに可能な射撃数の少なさは大きな欠点と見なされていた。改良のための試行錯誤は早い段階から始められており、初期には複数の銃身および閉鎖機構を組み合わせた多銃身銃がいくつか考案されている。また、これをさらに発展させ軽量化を図ったのが単一の銃身および閉鎖機構と複数の薬室を組み合わせた回転式銃（リボルバー）である。
1860年3月、アメリカでクリストファー・マイナー・スペンサーが、最初期の弾倉式連発銃であるスペンサー銃の特許を取得した。スペンサー銃は銃床内に固定式のチューブ型弾倉を備え、7発の実包を収めることができる。装填に手間がかかり、1分間あたり15発程度しか射撃できなかったものの、南北戦争中には強力な銃器として重宝された。同時期にはウィンチェスター銃、ヘンリー銃といった連発銃も開発されている。1860年代末、最初のボルトアクション式連発銃ヴェッテルリ銃が開発され、その後もチューブ型弾倉を用いる連発銃の改良が進められた。1885年、オーストリア人技師フェルディナント・マンリヒャーが尾筒弾倉式あるいは中央弾倉式として知られる形式のボルトアクション式連発銃を初めて開発した。これは尾筒内に固定式弾倉を設けた方式で、チューブ式弾倉と異なり複数発の実包を同時に装填することが可能だった。以後、尾筒弾倉式ボルトアクションは世界各国に普及し、長らく標準的な連発銃の形態として採用されていた。
現代の小銃では固定式または着脱式の弾倉に実包を保持する形式のものが大部分となっている。弾薬の小口径化に伴い弾倉の装弾数は年々増加する傾向にある。ひとつの弾倉で50-100発もの実包を保持し、小銃を簡易な分隊支援火器とできる弾倉もある。

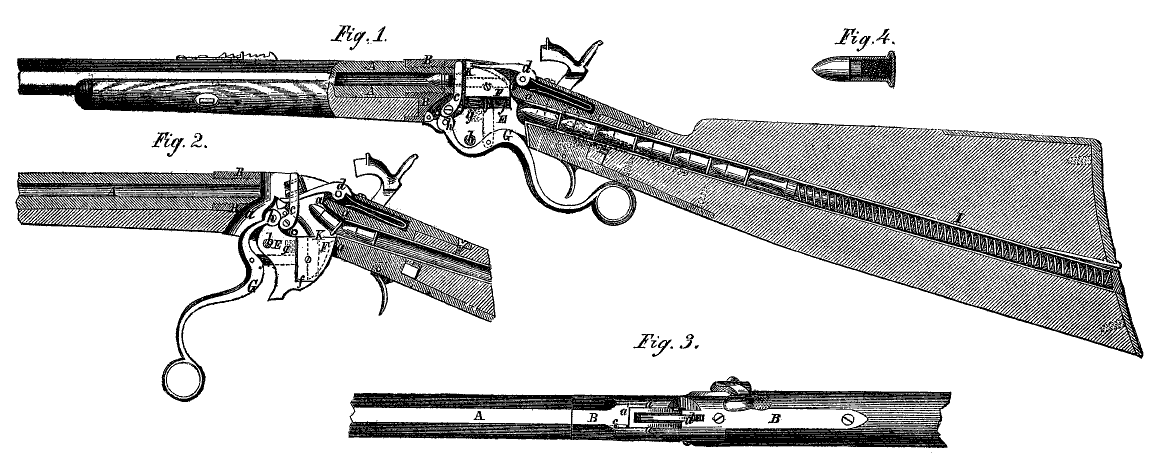
初期のチューブ型弾倉式連発小銃、スペンサー銃
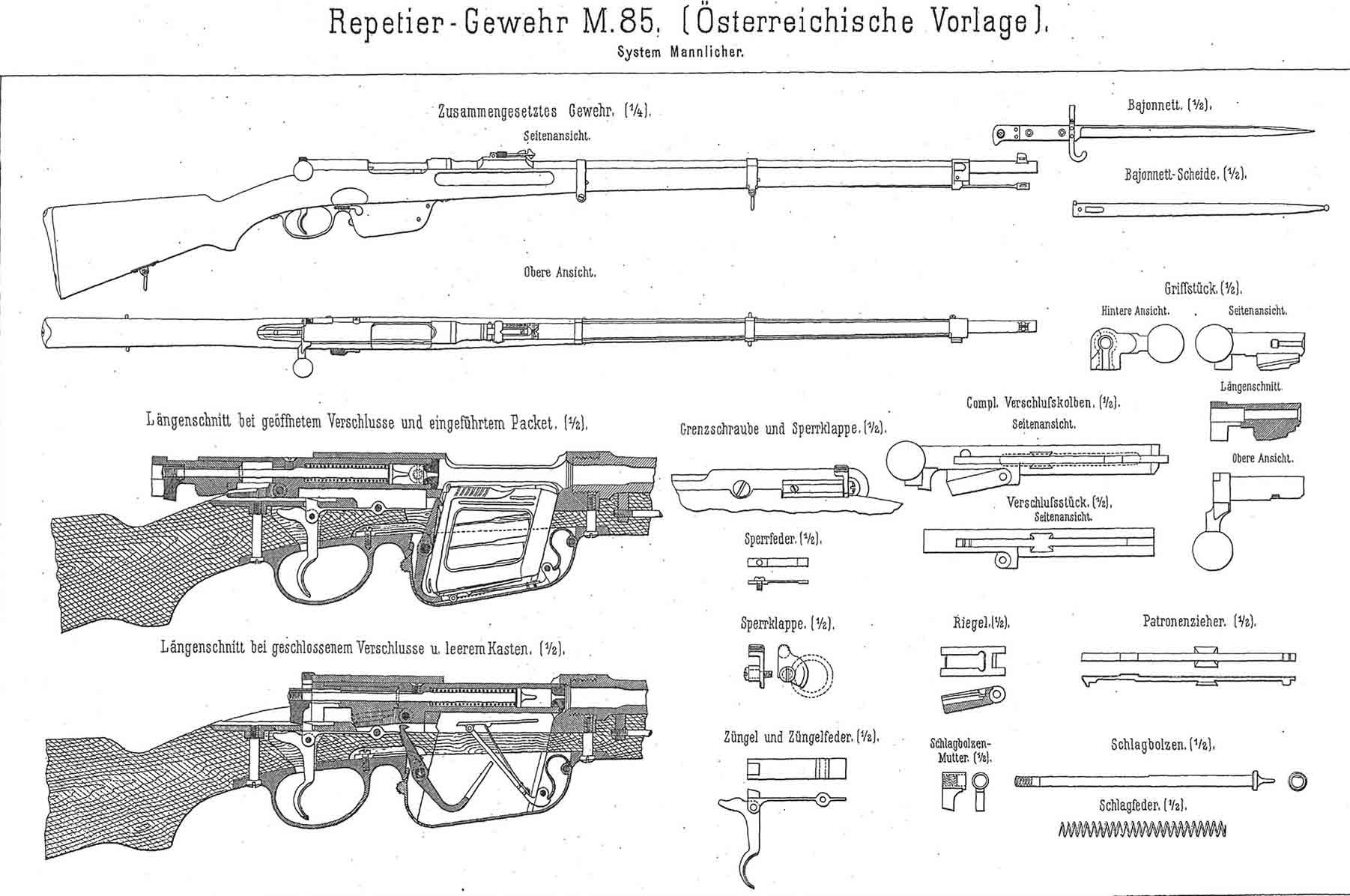
初期の尾筒弾倉式連発小銃、マンリッヘル M1885（スロベニア語版）

### 自動化機構
1880年代には無煙火薬の発明による初速や射程の向上、製銃技術自体の発展を受け、小口径小銃の普及が進んだ。装填や排莢が自動化された小銃、すなわち自動小銃の開発が始まったのもこの頃であり、1882年にアメリカのウィンチェスター社が最初期の半自動小銃を発表しているほか、1908年にメキシコのマヌエル・モンドラゴン将軍が開発したモンドラゴン小銃は、初めて軍の制式小銃として採用された自動小銃だった。
現代の自動小銃では、主にガス圧作動方式もしくは遅動ブローバック方式の自動化機構が採用されている。

## 種類

### ボルトアクション小銃

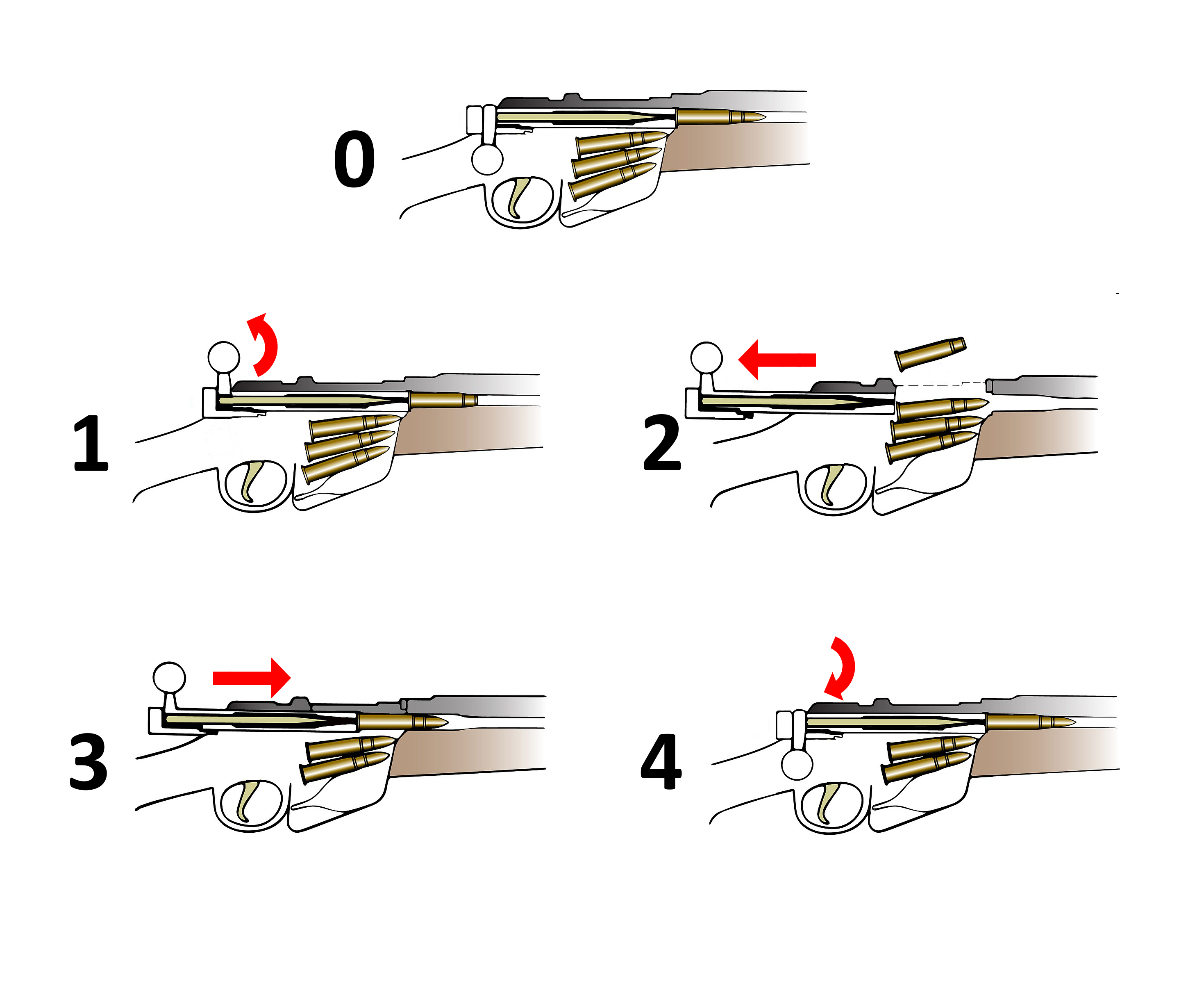
回転式ボルトアクション

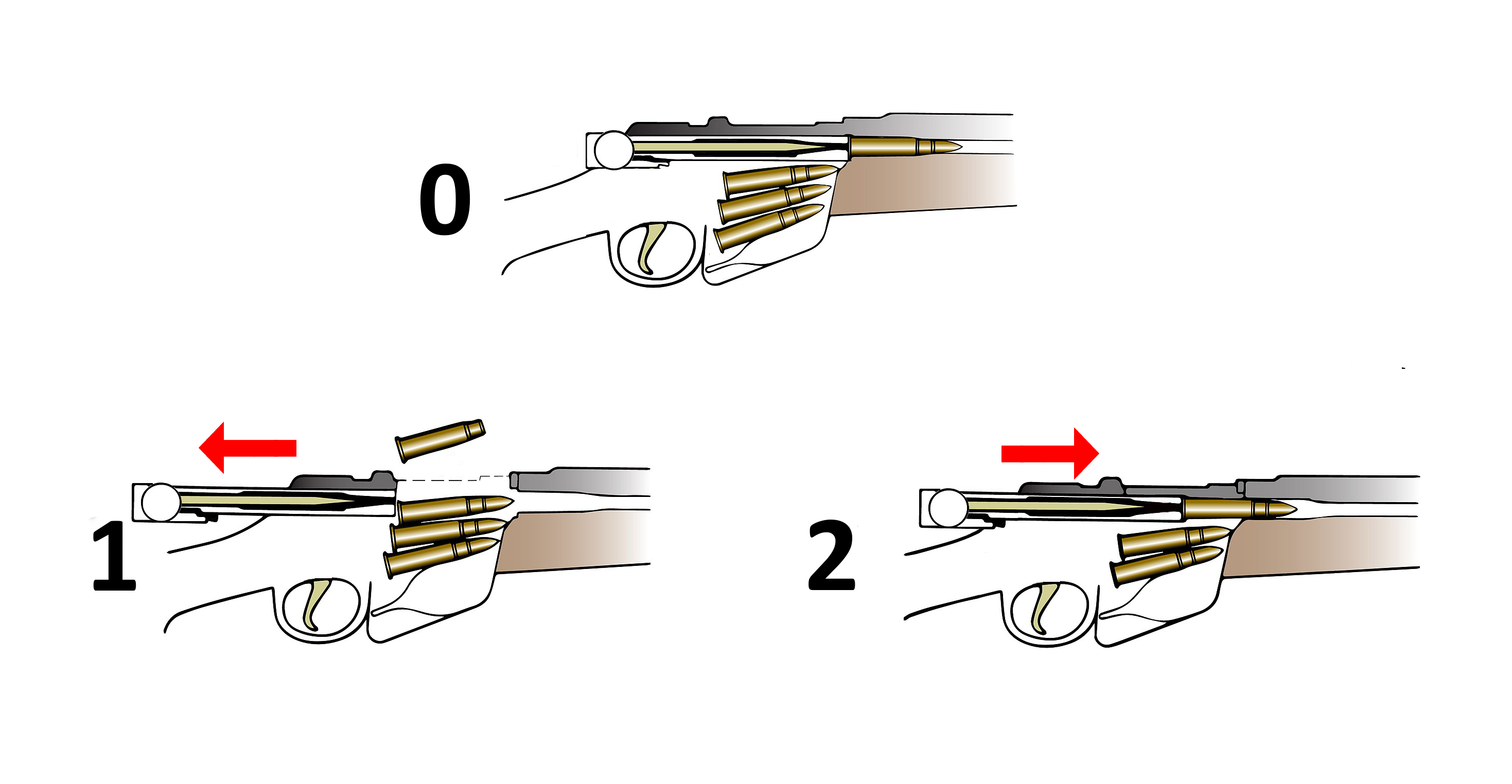
直動式ボルトアクション

ボルトアクション小銃（ボルトアクションライフル）は、手動で遊底（ボルト：薬室に弾を送り込み薬室後部を閉鎖する部品）を操作し、薬室の閉鎖・開放を行う火器のことである。日本語では鎖閂式（ささんしき）とも呼ばれる。
ボルトアクション機構はプロイセンのヨハン・ニコラウス・フォン・ドライゼが開発したドライゼ銃で初めて採用された。各種のボルトアクションライフルはドライゼ銃を改良した系譜に連なっている。
19世紀中後半から20世紀中半にかけて多く使用された。手動でボルトを操作して装填するため連射速度は遅いが、単純な構造で堅牢かつ製造コストが安く、高い信頼性と命中精度を有し、単弾威力の割に軽量で、アサルトライフル（自動小銃）が普及するまで代表的歩兵銃であった。
現在では狙撃銃など、発射速度より精度を重視する場面に使用が限られているが、民生用途ではスポーツ用や狩猟用など幅広く使用されている。後述の対戦車ライフル・対物ライフルでも多くがボルトアクション機構を採用している。

#### 代表的なボルトアクションライフル
プロイセン王国/ ドイツ帝国
- ドライゼ銃
- Gew88
- Gew98
- Kar98k

 フランス帝国/ フランス共和国
- シャスポー銃
- ルベル M1886
- MAS 36

 イギリス
- （リー・エンフィールド） SMLE Mk III
- （リー・エンフィールド） No.4 MK I

 ロシア帝国/ ソビエト連邦
- モシン・ナガン M1891
- モシン・ナガン M1891/30

 イタリア王国
- カルカノ M1891
- カルカノ M1938

 アメリカ合衆国
- スプリングフィールド M1903

 大日本帝国
- 村田銃
- 三十年式歩兵銃
- 三八式歩兵銃
- 九九式短小銃

 ノルウェー
- クラッグ・ヨルゲンセン

 スイス
- シュミット・ルビン M1889（スイス）

### レバーアクション小銃

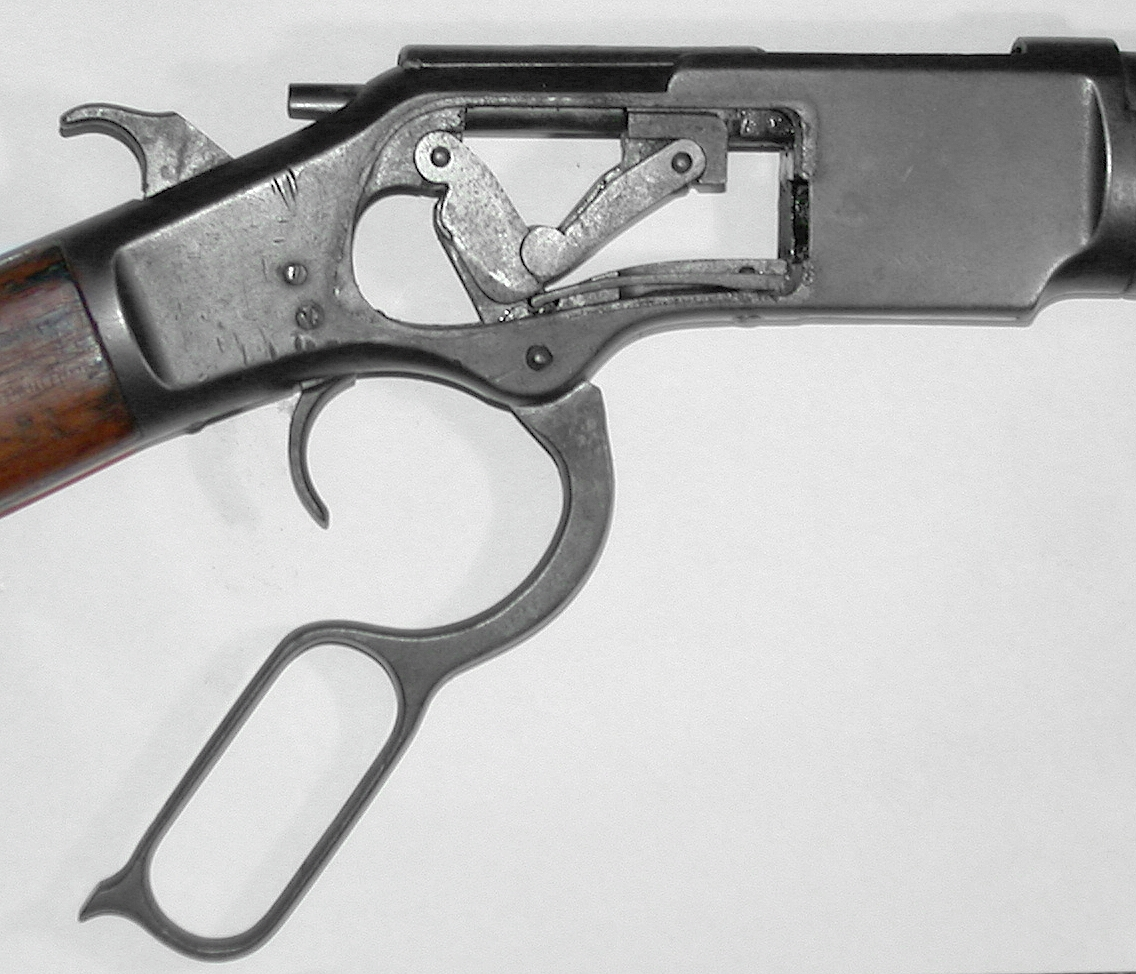
レバーアクションのトグル・ジョイント機構

レバーアクションは、ライフル銃の機関部下側に突き出した用心鉄（引鉄のガード）部分をレバー化し、これを下に引き、それをまた戻すことによって遊底を前後に動かし、薬室から薬莢を排除すると同時に次弾を装填して薬室を閉鎖する仕組みである。レバーアクションの閉鎖機構は尺取虫状のトグル・ジョイント機構を採用したものが代表例である。日本語では底碪式（ていがんしき）とも呼ばれる。
レバーアクションはS&W社の創立メンバーが製造・販売した最初期の連発銃であるヴォルカニック銃として発明され、ヘンリー銃として普及し、ジョン・ブローニングによる改良で完成され、ウィンチェスター社によって大量販売された。
レバーアクションは可動部の多い構造になることから強度面に問題があり、また、弾倉内に弾薬を縦に並べる方式を取るため、現代的な、雷管（発火薬）を薬莢底中心に配置した“センターファイア”方式かつ先端の尖った形状の弾頭が使えない（縦列装弾の弾倉に先尖弾やセンターファイア方式の弾薬を装弾すると、衝撃で暴発する可能性が高い）。機構的にも小銃サイズでは.30-06弾や.308弾のような全長の大きい弾薬を弾倉から抽出できる引き幅を得ることが難しいため、強力な弾薬が使用できないという欠点があった。また、その操作方法上、伏射姿勢を取り難いため、軍用銃の主流にはなれなかったが、民生用として広く普及した（但し後代の20〜30発級以上の脱着式弾倉小銃での伏射姿勢の取り辛さは、レバーアクション式のそれと大差無い）。また、この閉鎖方式を応用してショートリコイル方式の自動装填機構と組み合わせたのが、ハイラム・マキシムが発明したマキシム機関銃である。
 アメリカ合衆国
- ヘンリー銃
- ウィンチェスター M66/M1873/M1892/M1894

### 自動小銃
自動小銃は、ボルトアクションを発展させ、ボルトの駆動を従来の手動からガス圧作動方式もしくは遅動ブローバック方式を利用して自動排莢自動装填化した小銃をさし（リコイル式を採用したものも少数ある）、20世紀中半から現代まで広く使用されている。
軍用向けの製品にはフルオート射撃機能を持つものもあり、形態によってアサルトライフルに分類されている製品も多い。また、全自動連射可能な物を「自動小銃」と称し、単射のみのものは「半自動小銃」と呼び分けられる場合もある。
多くの国ではフルオート射撃機能を持つ火器の民間人による所持を制限ないし禁止しているため、これを除いた製品が自動小銃として市販されている。

#### 代表的な自動小銃（半自動小銃）
アメリカ合衆国
- ピダーセン
- M1ガーランド

 ソビエト連邦
- シモノフ M1936
- トカレフ M1940

 ドイツ国
- ワルサー Gew43

 スイス
- モンドラゴンM1908

 チェコスロバキア
- ZH-29半自動小銃（チェコスロバキア）

 大日本帝国
- 四式自動小銃

 フランス
- MAS 49（フランス）

### アサルトライフル
アサルトライフルとは、自動小銃のうち実用的な全自動射撃能力を有するものを指す。現代的なアサルトライフルの原型は、第二次世界大戦中にナチス・ドイツで開発されたMKb42（MP43/StG44）だと言われている。
MKb42は独ソ戦で使用され、これを鹵獲したソ連は1943年にアサルトライフル開発計画をスタートさせ、その成果としてAK-47が生まれた。一方で米軍では従来型の自動小銃を使用し続けたため、ベトナム戦争中にAK-47を装備した共産側勢力（北ベトナム軍・ベトコン）に苦戦し、これに対抗する火器としてM16を採用した。
M16にはデザインに起因する作動不良の問題があり、姉妹製品のAR-18の影響を受けたアサルトライフルが各国で採用されるようになり、日本においても89式小銃が採用されている。

#### AK-47およびAKM/AK-74
AK-47（ロシア語: Автомат Калашников-47, АК-47、「1947年式カラシニコフ自動小銃」の意）は、ソ連の技術者（軍人）であるミハイル・カラシニコフが開発したアサルトライフルである。そのため、AK-47系列の小銃はカラシニコフ銃とも呼ばれる。
第二次世界大戦に従軍し負傷して入院したカラシニコフは、戦闘中に見聞したドイツの短機関銃が持つアドバンテージに大きな影響を受けて、銃器デザインに没頭するようになり、いくつかの試作品を製作した事でウラジーミル・フョードロフ（フェドロフM1916の開発者）が指揮する、新型小銃の開発プロジェクトに参加を許された。
カラシニコフの設計は、ドイツのMP43の基本構成から強い影響を受けていたが、内部構成は米国の援助物資として送られたM1ガーランドやU.S.M1カービンを参考としており、結果として優れた銃が完成し(しかし、精密射撃はMP43のほうが得意だったとされる）AK-47としてソ連軍に採用された。
AK-47は、採用後もプレス加工部品を増やして生産性が高めた改良型のAKMとなり、RPK軽機関銃など、アサルトライフルの範囲に留まらない多くの派生型を生み出した。1974年には弾薬を小口径高速弾に変更したAK-74に発展している。
AK系統の銃は内部に意図的に隙間を取ってあるため、北極圏の低温や砂漠の高温で起きる金属の伸縮にも耐え、製造時に部品の寸法に多少の誤差があっても許容できるため、製造技術の低い国でも量産が可能で信頼性も非常に高い。そのため東欧諸国や共産圏を中心に世界中で生産されるようになり、密造銃を含め全世界で約5億丁程度が流通していると見られる。
安価で信頼性が高いことから、発展途上国の軍隊や武装組織が好んで使用することでも知られている。幼い少年兵ですら運用できるこの銃は地域紛争を激化させる要素として国際問題化すらしている。中央アジアでは、ソビエト連邦のアフガニスタン侵攻の際、ムジャーヒディーンに大量供与され、その一人で、後にアメリカ同時多発テロ事件の首謀者として知られることになったオサマ・ビンラディンも愛用していたことで知られる。

#### M16/M16A1/M16A2
M16自動小銃は、ベトナム戦争中に採用されたアサルトライフルである。原型は著名な銃器設計技師であるユージン・ストーナーが開発したAR-10およびAR-15で、M16はこれを発展改良したものである。
1960年代にアメリカがベトナム戦争に本格介入するようになると、M14のフルオート射撃時の反動制御の困難さと携行弾数の少なさが、敵方の共産軍（北ベトナム軍・ベトコン）が使用するAKやSKSに比して劣っている点が問題視されるようになり、空軍が基地警備用に採用していたM16を試験的に使用したところ、軽量さと携行弾数の多さから兵士に好評を得たため、陸軍・海兵隊でも正式採用された。これによりM14は退役することになったが、海兵隊にはM16への更新を拒否してM14を使い続けた部隊もあった。このM14は、後にバトルライフルと言う区分で評価されていくことになる。
アルミ合金のレシーバーを採用することからくる脆弱さ、デザインに起因する作動不良と、これを防ぐためのメンテナンスサイクルの短さといった欠点があるものの、リュングマン式と軽量のボルト・グループを採用したため命中精度に優れ、部品の多くにアルミニウム合金や繊維強化樹脂を用いて徹底した軽量化が図られており、弾薬30発を装填しても重量は4kgを切る（M16A2）という、現代アサルトライフルのトレンドを作ったモデルである（実際に各国で採用されたアサルトライフルの多くはショートストロークピストン式化した姉妹製品のAR-18を基にしたものが多い）。
ベトナム戦争中に実戦投入されて以来、この銃は改良が繰り返され、M16A1、A2、A3、A4とバリエーションが発展し、カービン型のM4/M4A1と共にアメリカ軍で長く使用されている。日本では漫画『ゴルゴ13』で、主人公が愛用していることから一般人の間でも比較的知られた存在である。

#### 他の代表的なアサルトライフル
ドイツ
- G3
- G36

 ベルギー
- FAL

 フランス
- FA-MAS

 日本
- 64式7.62mm小銃
- 89式5.56mm小銃
- 20式5.56mm小銃

 オーストリア
- AUG

 フィンランド
- Rk 62（フィンランド）

### バトルライフル
バトルライフルはアサルトライフル出現後の概念で、7.62x51mm NATO弾のような大口径のフルロード弾を発射する為、フルオート射撃時の制御は極めて困難で、自ずとセミオート射撃を主として運用される様になった自動小銃。前述のスプリングフィールドM14が典型例とされる。
古くは、バトルライフルと云う用語は単に「軍用の小銃全般」という意味で使われていた。

### カービン
カービンは「騎兵銃（騎銃）」とも称し、本来は騎兵など乗馬本分者が用いるための小銃であった。通常の歩兵銃に比べ、馬上で取扱いやすいように銃身が短くなっている。小銃の歴史は短縮化の歴史であり、第二次世界大戦時にナチス・ドイツが主力小銃として運用したKar98k（「1898年式短騎兵銃」の意）は、Gew98の騎兵銃型にあたるKar98aをさらに短銃身化したものである。20世紀初頭から戦間期にかけて、世界では歩兵銃と騎兵銃を統一化する動きがなされ（スプリングフィールド M1903、MAS36、Kar98k、カルカノ M1938、九九式短小銃）、従来はカービン（騎兵銃）とされていた銃身長の小銃が主力小銃となっていった。
カービンは軽便銃として砲兵・工兵・輜重兵・戦車兵などの個人自衛用として、あるいは空挺部隊などで使われるようになり、また、第一次世界大戦を境に戦間期から第二次世界大戦にかけて騎兵の存在価値が消滅したことから、単に銃身の短い小銃がカービンと呼ばれるようになった。
現代では、アサルトライフルの銃身を短縮して扱いやすくしたものがアサルトカービンやカービン・モデルと呼ばれている。

#### 代表的なカービン
アメリカ合衆国
- M1カービン
- XM177
- M4A1

 大日本帝国
- 三八式騎銃
- 四四式騎銃

 ソビエト連邦
- モシン・ナガン ドラグーン
- モシン・ナガン M1938
- SKS

 ドイツ
- G36K
- H&K HK416
- H&K XM8

### 狙撃銃

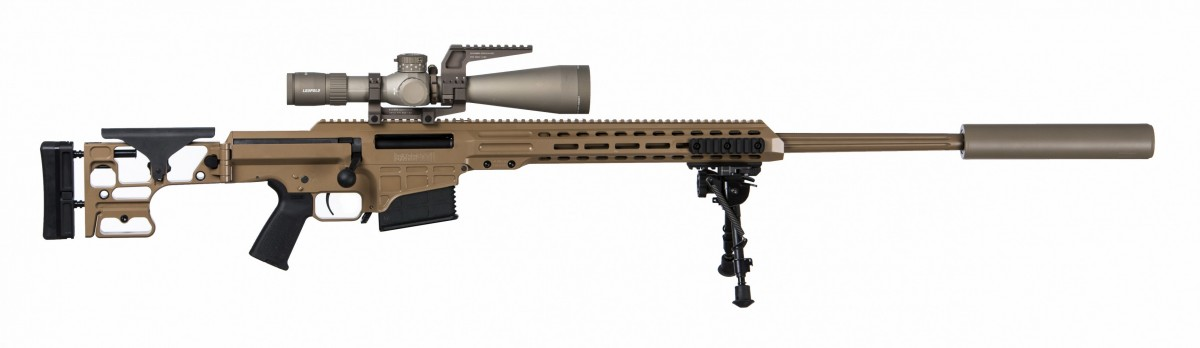
MK 22 PSR

狙撃銃は、「スナイパーライフル」とも呼ばれる銃である。高精度を出すため、長銃身のライフル銃を原型にして設計、もしくは精度の高い小銃が選出選抜され改造されたもの。

### 対戦車ライフル・対物ライフル

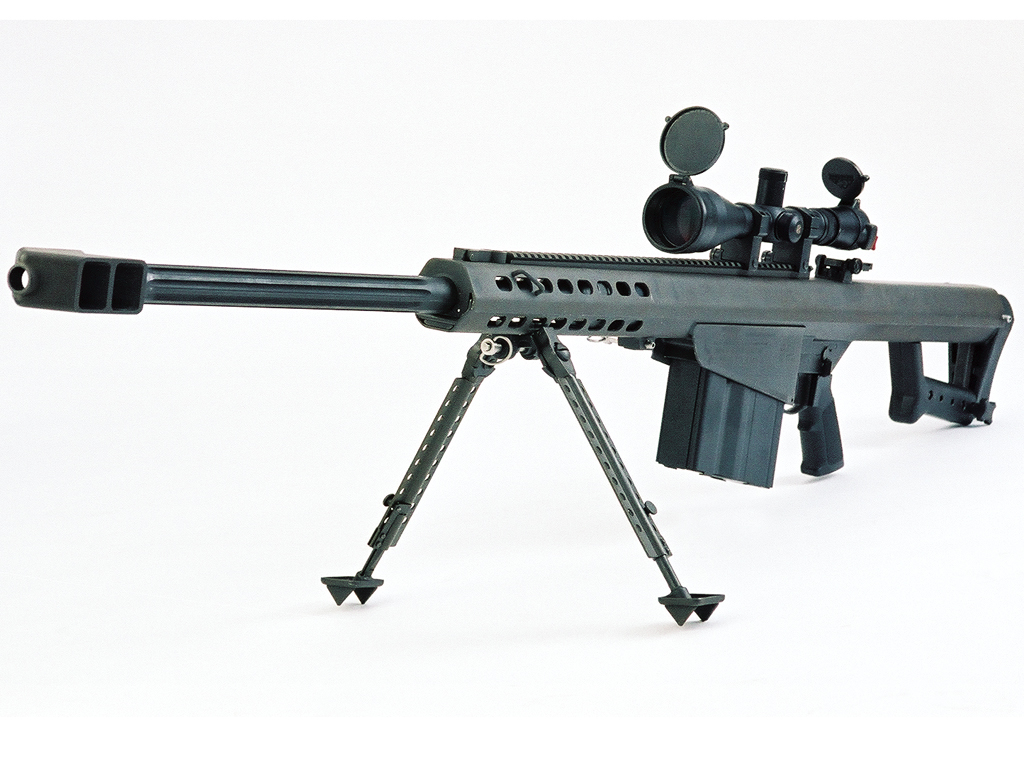
バレットM82

対戦車ライフル（対戦車銃）は、第一次世界大戦で登場した戦車に対抗する目的で開発された銃（ないし、砲に分類）である。いわば威力（貫通力）に特化した大型のライフル銃である。
しかし、人間が受け止められる反動には限界がある事から大型化には限度があり、そのため、戦車の装甲強化についていく事ができず、結果として第二次大戦中後期頃には対戦車兵器としては陳腐化した。現在においては、名前と目標を変えて対物ライフルとして使用されている（なお、戦前から対戦車ライフルはその威力をもってトーチカや機関銃座の破壊、軽装甲車両や非装甲車両の撃破など歩兵砲的用途に使用されることも多かった）。

#### 代表的な対戦車・対物ライフル
対戦車ライフル
 ドイツ帝国
- Mauser M1918

 ソビエト連邦
- PTRD 1941
- PTRS 1941

 イギリス
- ボーイズ

 フィンランド
- L-39

 大日本帝国
- 九七式自動砲（日本）

対物ライフル
 アメリカ合衆国
- M82

 イギリス
- AW50

### 競技用ライフル

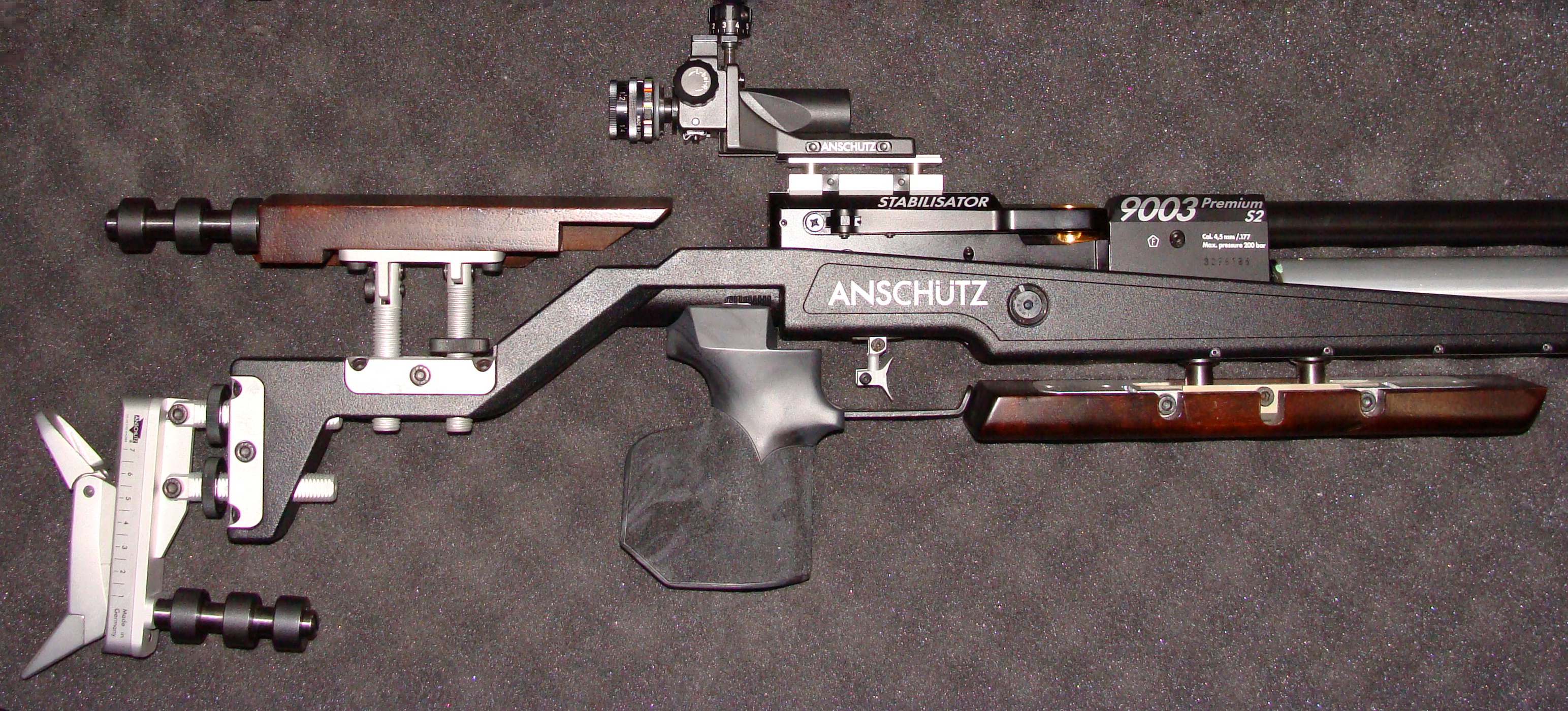
アンシュッツ製の競技用ライフル

競技用ライフルは、標的射撃専用のライフル銃で、射撃場で競技のみに使用されるため可搬性や耐久性よりも集弾性や調整の容易さを重視している。また、ルールの範囲内でパームレストの変更やウェイトの取り付け、バットプレート（肩当て）やチークピース（頬当て）の位置や高さを微調整する機構、精密な調整ができるマイクロサイトを持ち、競技会場で微調整を行えるように調整用のボルト類が露出しており、一般的な銃とは異なる外観の物が多い。民間向けのスポーツモデルをベースにしたものと、競技専用に設計されたものがある。
一部種目を除き連射の必要がないため基本的にボルトアクション方式で、装弾数は一発が主流である。競技が盛んなヨーロッパには大手の銃器メーカー以外にも、アンシュッツやファインベルクバウなど競技銃専門のメーカーがある。また各種の調整部品や関連製品の専門メーカーも存在しており、選手は好みに応じてカスタマイズしている。競技用の拳銃も特徴は同じである。
クレー射撃も狩猟用ではなく競技用の散弾銃を使用する。
競技に関しての詳細は射撃競技を参照。

### 狩猟用ライフル
狩猟用ライフルは、主に狩猟射撃に用いる小銃で、狩猟対象に応じて様々な種類の銃や口径、実包（弾薬）がある。実包はウサギなどの小型動物を必要以上に傷つけない小口径で殺傷力が低いもの（.22LRなど）から、シカやクマなどの大型獣を仕留める大口径で殺傷力が高いもの（.30Car、.308Winなど）、ゾウなど超大型獣用の極めて大きな破壊力と遠射性を備えた特殊なもの（.300WinMag、.338LapuaMagなど）まで多彩である。
日本では鳥獣保護法により口径5.9mm以下のライフル銃を狩猟に使用する事は禁じられているため、オリジナルが.223レミントン（5.6ミリ）であるライフルは狩猟用途の場合は口径を6mm以上に改造して所持されている（競技用としては5.6ミリのままでも所持可能。当然.22LR実包を使用するライフルも競技用としてのみ所持可能）。
銃はボルトアクション式や半自動式のものが数多く商品化されている。また、鳥や小動物猟用に圧縮空気やガスにより弾丸を発射する空気銃（エアライフル、ガスライフル）という銃もある。これらの狩猟用ライフルは一般人の所持を前提としているため、治安上の問題から多くの国では全自動式の所持は規制されており、装填弾数も制限されている場合がほとんどである。
狩猟用といっても一般人がスポーツとして楽しむ場合がほとんどであるため、標的射撃と兼用で使えるものや趣味性の高い銃も少なくなく、アサルトライフルから全自動機能を取り除いた「スポーター」と呼ばれる民間版（M16→AR-15、G3→H&K HK91、AUG→SPPなど）の小銃もある。
日本の銃刀法では狩猟射撃用、標的射撃用ライフルを双方とも猟銃と定めている。ただし、前述したようにそれぞれ所持に必要な要件は異なる。

#### 代表的な狩猟用ライフル
アメリカ合衆国
- レミントンM700
- ウィンチェスターM70
- ブローニングBAR
- ウェザビー MkV

 アメリカ合衆国/ 日本
- ブローニング A-BOLT

 日本
- 豊和ゴールデンベア
- 豊和M300
- 豊和M1500

 ドイツ
- マウザー M98オリジナル
- メルケル M160ダブルライフル

 オーストリア
- マンリッヒャー クラシック

 フィンランド
- サコーM75フィンライト